# Bacteriemia
Bacteriemia  es la presencia de bacterias en la sangre. La sangre es normalmente un medio 
estéril, por lo tanto la detección de bacterias es indicativa de infección. La definición de bacteriemia no requiere un cuadro clínico manifiesto. Este concepto no debe confundirse con el de sepsis, que se refiere a la respuesta inflamatoria sistémica que tiene lugar ante una infección. A la coexistencia de sepsis y bacteriemia se la denomina septicemia.

## Clasificación de las bacteriemias
Según número de microorganismos diferentes que se encuentran en la sangre:
- Monomicrobianas: un tipo de microorganismo. Frecuente en endocarditis y meningitis, entre otras afecciones.
- Polimicrobianas: más de un tipo. Se da por infecciones intraabdominales o necrosis de piel y mucosas.

Según duración:
- Continua: ocurre cuando existe algún foco bacteriano intravascular, como en caso de endocarditis, fiebre tifoidea, brucelosis, o catéteres intravasculares.
- Intermitente: las bacterias aparecen y desaparecen del torrente sanguíneo. Se da por abscesos no drenados, o en caso de fiebre de origen desconocido.
- Transitoria: es una presencia momentánea, producto de heridas menores y manipulación de mucosas.

Según lugar de adquisición:
- Extrahospitalaria.
- Intrahospitalaria.

Según foco:
- Primarias o de origen desconocido.
- Bacteriemia oculta del lactante.
- Bacteriemias secundarias.

## Diagnóstico
La bacteriemia es comúnmente diagnosticada a través de un hemocultivo, donde se incuba una muestra de sangre en un medio que permite el crecimiento de bacterias, a partir del cual pueden ser aisladas e identificadas. El hemocultivo se solicita cuando se observa sepsis, fiebre de origen desconocido, fiebre en pacientes inmunocomprometidos, desarrollo desfavorable de cuadros infecciosos, o resistencia al tratamiento por antibióticos. La repetición de hemocultivos a intervalos de tiempo permite monitorear la eficacia de los tratamientos. Muchas personas se recuperan completamente de la bacteriemia. Sin embargo, la bacteriemia es grave y puede provocar sepsis. Cuando tiene sepsis, el daño a los órganos principales puede ser irreversible.

## Causas
La entrada de bacterias en el torrente sanguíneo puede ser producto de una infección localizada (ej: neumonía, absceso en piel o mucosas), o por interrupción de la piel como barrera defensiva. Se destacan las intervenciones quirúrgicas, utilización de dispositivos invasivos (catéteres, sondas, asistencia mecánica respiratoria), heridas accidentales, o quemaduras.
La infección suele empezar en los pulmones, el tracto genitourinario, gastrointestinal o los tejidos blandos, entre ellos la piel de pacientes con úlceras. También puede ser secundaria a una intervención dental en pacientes de alto riesgo, especialmente en los que tienen prótesis intravasculares.

## Consecuencias
Dependen del tipo de bacteria y el estado del paciente. La respuesta inmunológica a la infección puede causar sepsis y devenir en shock séptico. También puede ocurrir que la sangre transporte las bacterias a otros tejidos, que podrán ser infectados. Ejemplos incluyen endocarditis, osteomielitis, y meningitis. El tratamiento es fundamental para erradicar a las bacterias y requiere el uso de antibióticos por vía intravenosa.